# Canton de Hallencourt
Le canton d'Hallencourt est un ancien canton français situé dans le département de la Somme et la région Picardie.

## Histoire
- De 1833 à 1848, les cantons de Hallencourt et de Moyenneville avaient le même conseiller général. Le nombre de conseillers généraux était limité à 30 par département[3].
- Au 1er janvier 2015, le canton intègre le canton de Gamaches dans le cadre de la réorganisation nationale définie par la loi du 17 mai 2013 et les décrets d'application publiés en février et mars 2014.

## Représentation

### Conseillers généraux de 1833 à 2015
| Période      | Période      | Identité                         | Étiquette    | Qualité |
| ------------ | ------------ | -------------------------------- | ------------ | --- |
| 1833         | 1857         | Louis Pierre Claude Aimé Ledien  |              | Propriétaire, cultivateur, maire de Huppy |
| 1857         | 1870         | Aimé Griffon d'Offoy             |              | Propriétaire, maire de Mérélessart |
| 1871         | 1877         | Alexandre Frichot                | Libéral      | Directeur de filature à Pont-Rémy |
| 1877         | 1883         | Gustave Colart                   | Libéral      | Propriétaire à Fontaine-sur-Somme |
| 1883         | 1892 (décès) | Vicomte Léon de Bonnault d'Houët | Droite       | Propriétaire - Maire de Mérélessart, conseiller d'arrondissement                                                                                               |
| 1893         | 1895         | Isaïe Niquet                     | Républicain  | Manufacturier (fabricant de toiles)- Maire de Mérélessart |
| 1895         | 1906 (décès) | Anschaire Deneux                 | Républicain  | Industriel du textile Maire d'Hallencourt (1896-1906) |
| 1906         | 1907         | Paul de Bonnault d'Houët         | Conservateur | Maire d'Hallencourt (1906-1948) |
| 1907         | 1929 (décès) | Roger Colart                     | Rad.         | Propriétaire-tourbier Maire de Fontaine-sur-Somme (1897-1919)                                                                                                  |
| 1929         | 1937         | Arthur Lourdelle                 | Républicain  | Agriculteur Conseiller municipal d'Abbeville |
| 1937         | 1940         | Albert Lefebvre                  | Rad.         | Industriel |
|              |              |                                  |              | |
| 1945         | 1961 (décès) | Albert Lefebvre                  | Rad.         | Industriel Maire d'Allery (1953-1959) |
| 19 mars 1961 | 1976         | André Deschamps                  | Rad.         | Pharmacien Maire d'Hallencourt (1967-1977) |
| 1976         | 1982         | Claude Jacob                     | PCF          | Technicien Maire d'Érondelle depuis 1983 |
| 1982         | 2008         | Pierre Martin                    | RPR puis UMP | Directeur d'école Sénateur (1995-2014) Maire d'Hallencourt Président de la Communauté de Communes de la région d'Hallencourt Vice-Président du Conseil Général |
| 2008         | 2015         | Claude Jacob                     | PCF          | Maire d'Érondelle depuis 1983 Président de la Communauté de Communes de la région d'Hallencourt                                                                |

### Conseillers d'arrondissement (de 1833 à 1940)
| Période                                  | Période          | Identité                                  | Étiquette    | Qualité |
| ---------------------------------------- | ---------------- | ----------------------------------------- | ------------ | --- |
| 1833                                     | 1836 (démission) | Charles Alexandre de Grouches (1796-1843) |              | Propriétaire à Huppy Comte de Chépy                                                                         |
| 1836                                     | 1848             | Jean-Baptiste Cordellier                  |              | Propriétaire-cultivateur Maire de Sorel                                                                     |
| 1848                                     | 1850 (démission) | Aimé Griffon d'Offoy                      | Légitimiste  | Propriétaire Conseiller général (1857-1870), maire de Mérélessart                                           |
| 1858                                     | 1870 (décès)     | Franz de Morgan                           | Bonapartiste | Propriétaire, comte Adjoint au maire de Frucourt                                                            |
| 1870                                     | 1870             | M. Hecquet de Beaufort                    | Bonapartiste | |
| 1871                                     | 1874             | Alfred Delattre                           | Républicain  | |
| 1874                                     | 1883 (démission) | Léon Bonnault d'Houët                     | Droite       | Propriétaire, vicomte Conseiller général (1883-1892), maire de Mérélessart (1884-1892)                      |
| 1883                                     | 1888 (démission) | Eugène Deneux                             | Républicain  | Attaché au ministère de l'Intérieur                                                                         |
| 1888                                     | 1893 (démission) | Isaïe Niquet                              | Républicain  | Manufacturier dans le textile Conseiller général (1893-1895), maire de Mérélessart                          |
| 1893                                     | 1898             | Paul-Émile Lefebvre                       | Républicain  | Agriculteur Maire d'Hallencourt                                                                             |
| 1898                                     | 1907 (démission) | Émile Michaut                             | Républicain  | Notaire Maire d'Allery                                                                                      |
| 1907                                     | 1907 (démission) | Roger Colart                              | PRRRS        | Propriétaire-tourbier Conseiller général (1907-1929), maire de Fontaine-sur-Somme (1897-1919)               |
| 1907                                     | 1934             | Joseph Tagaux                             | FR           | Cultivateur Maire de Citerne (1900-)                                                                        |
| 1934                                     | 1937 (démission) | Albert Lefebvre                           | PRRRS        | Industriel du textile Conseiller général (1937-1961), maire d'Allery (1953-1959)                            |
| 1937                                     | 1940             | César Legry                               | PRRRS        | Instituteur en retraite Conseiller municipal de Fontaine-sur-Somme                                          |
| 1940                                     |                  |                                           |              | Les conseils d'arrondissement ont été suspendus par la loi du 12 octobre 1940 et n'ont jamais été réactivés |
| Les données manquantes sont à compléter. |                  |                                           |              | |

## Géographie
Ce canton était organisé autour de Hallencourt dans l'arrondissement d'Abbeville. Son altitude variait de 6 m (Érondelle) à 127 m (Allery) pour une altitude moyenne de 59 m.

## Composition
Le canton de Hallencourt regroupait 16 communes et comptait 7 051 habitants (recensement de 1999 sans doubles comptes).
| Communes                 | Population (Modèle:Données/Canton de Hallencourt/évolution population) | Code postal | Code Insee |
| ------------------------ | ---------------------------------------------------------------------- | ----------- | ---------- |
| Allery                   | 752                                                                    | 80270       | 80019      |
| Bailleul                 | 232                                                                    | 80490       | 80051      |
| Citerne                  | 262                                                                    | 80490       | 80196      |
| Doudelainville           | 194                                                                    | 80140       | 80251      |
| Érondelle                | 434                                                                    | 80580       | 80282      |
| Fontaine-sur-Somme       | 469                                                                    | 80510       | 80328      |
| Frucourt                 | 121                                                                    | 80490       | 80372      |
| Hallencourt              | 1 348                                                                  | 80490       | 80406      |
| Huppy                    | 694                                                                    | 80140       | 80446      |
| Liercourt                | 320                                                                    | 80580       | 80476      |
| Limeux                   | 129                                                                    | 80490       | 80482      |
| Longpré-les-Corps-Saints | 1 561                                                                  | 80510       | 80488      |
| Mérélessart              | 184                                                                    | 80490       | 80529      |
| Sorel-en-Vimeu           | 188                                                                    | 80490       | 80736      |
| Vaux-Marquenneville      | 67                                                                     | 80140       | 80783      |
| Wiry-au-Mont             | 96                                                                     | 80270       | 80825      |

## Démographie
| 1962  | 1968  | 1975  | 1982  | 1990  | 1999  | 2009 |
| ----- | ----- | ----- | ----- | ----- | ----- | ---- |
| 7 425 | 7 607 | 7 435 | 7 189 | 6 885 | 7 051 | -    |

## Intercommunalité
Le canton faisait partie entière de la Communauté de communes de la Région d'Hallencourt ,

## Économie
Divers entreprises, artisans et activités de services y sont implantés.
L'agriculture est basée sur la polyculture et le poly-élevage.
On y pratique le tourisme vert (randonnées, pêche, chasse, etc.).